# Остров Притчетта
О́стров При́тчетта — остров архипелага Земля Франца-Иосифа. Наивысшая точка острова — 401 метр. Административно относится к Приморскому району Архангельской области России.

## Расположение
Остров Притчетта расположен в центральной части архипелага, в группе плотно расположенных островов. Остров Нансена к северо-западу от острова Притчетта отделён проливом Гамильтона шириной менее 2 километров, к северо-востоку находится остров Бромидж, отделённый от острова Притчетта проливом Ньюкома шириной всего около 800 метров.

## Описание
Остров имеет неровную овальную форму длиной 11 километров от самой северной точки, мыса Массивного, до расположенного на юго-западе острова мыса Базарный. Бо́льшая часть острова, за исключением скалистых прибрежных районов, покрыта ледниками высотой до 400 метров.
Этимология названия острова не совсем ясна, по одному предположению, название острова является немного изменённой фамилией одного из первооткрывателей Земли Франца-Иосифа — Карла Вейпрехта (нем. Karl Weyprecht).

### Близлежащие малые острова
- Остров Блисса — довольно крупный остров, наполовину покрытый льдом, в 700 метрах от юго-восточного побережья острова Притчетта. Высочайшая точка острова — 301 метр, длина — 6 километров.
- Остров Зуб — крошечный скалистый островок у побережья острова Блисса. Назван так из-за своей характерной формы.
- Остров Брайса — крупный остров в 2,5 километрах к востоку от острова Притчетта. По форме остров напоминает подкову, в центре которой расположена бухта Гавань Уюта.